# الفريد (توزر)
الفريد (بالإنجليزية: El Frid) هي قرية حدودية تابعة لعمادة عين الكرمة في جنوب غرب تونس في معتمدية تمغزة بولاية توزر ، وتقع بالقرب من الحدود الجزائرية، وتبعد 13 كلم عن عين الكرمة و 18 كلم عن تمغزة.
تُعدّ منطقة الفريد من المناطق الحدودية التي تعاني من ضعف في التنمية، حيث يواجه سكانها جملة من التحديات، من بينها نقص الخدمات الأساسية، بالإضافة إلى صعوبات في الحصول على مياه صالحة للشرب. كما تتعرض المنطقة لمخاطر طبيعية متكررة، لاسيما الفيضانات الناتجة عن وادي المغطة ووادي الفريد.